# Пиер Фурние
Пиер Фурние (на френски: Pierre Fournier, 24 юни 1906 – 8 януари 1986) е изтъкнат френски виолончелист и педагог.

## Биография
Фурние е роден в Париж; син е на генерал от френската армия. Майка му го учи да свири на пиано, но след боледуване от полиомиелит Фурние среща затруднения при използването на педалите на пианото и се ориентира към друг инструмент — виолончело.
Завършва Парижката консерватория през 1923 г., на 17-годишна възраст. Неговата виртуозност и техника на свирене печелят положителни отзиви. Фурние набира популярност след като свири с оркестъра Edouard Colonne Orchestra през 1925 г. Фурние предприема турне в цяла Европа, свири с някои от най-изтъкнатите музиканти за това време, записва камерна музика от Брамс и Шуберт за Би Би Си. За неговите записи на сюитите за виолончело на Бах се счита, че са сред най-добрите записи на тези сюити.
Фурние преподава в Екол Нормал дьо Мюзик (École Normale de Musique) в Париж и в Парижката консерватория от 1937 до 1949 г. Прави първото си турне в САЩ през 1948 г. и печели успехи в Ню Йорк и Бостън.
След 1956 г. се премества в Женева със семейството си и заживява там, но никога не се отказва от френското си гражданство. През 1963 г. става член на френския Почетен легион.
Продължава дейността си като изпълнител до 2 години преди смъртта си през 1986 г. Също така продължава и да дава уроци в дома си в Женева. Сред неговите ученици е британският виолончелист Джулиан Лойд Уебър.
Синът на Фурние, Жан-Пиер става пианист.

## Награди
Заедно с Артур Рубинщайн и Хенрик Шеринг Фурние два пъти печели награда Грами за най-добро изпълнение на камерна музика – мъже: през 1975 и през 1976 г.